# Pompeia (music-hall)
El Pompeia va ser un teatre i music-hall de Barcelona ubicat a l'Avinguda del Paral·lel núm. 107, cantonada amb el carrer Nou de la Rambla núm. 52. La sala, de mides més aviat petites, formava part de l'oferta d'oci de l'època daurada del Paral·lel.
No s'ha de confondre amb el Teatre Pompeia, antic Teatre Modern, edificat el 1903 a la Travessera de Gràcia i, des de 1909, propietat dels caputxins.

## Precedents
Abans de dir-se Pompeia va tenir diversos usos i noms: a finals del segle xix, al mateix lloc, hi va existir el Cafè Lionès. El 1900 s'hi construeix una sala amb el nom de Teatre El Paradís. Un any més tard, el 17 d'octubre de 1901, se'l reanomena El Trianon (val a dir que al Paral·lel, en el decurs dels seus anys d'existència, va haver-hi més d'un local amb el nom de Trianon: un d'ells el que després va ser Teatre Talia).
El 1907 passa a anomenar-se Sport Tobogan, dedicant-se a les varietats i als concerts. De 1908 a 1912 durà el nom de Teatre Gayarre en honor del gran tenor navarrés. El 21 d'agost de 1912, canvia de nom i passa a dir-se Teatre Olímpia, en record del Teatre Olímpia que hi havia hagut al costat del Gran Cafè Espanyol, i que feia poc temps que havia desaparegut. Amb el nom de Saló Pompeia és inaugurat el 19 de desembre de 1914, dirigit en aquell moment per Antoni Astell.

## Història
Dedicat sobretot a les varietats i la revista, va ser un dels teatres populars del Paral·lel. El 12 de setembre de 1920, a un quart d'una de la nit, hi esclatà una bomba col·locada a un seient de l'última fila, provocant sis morts i divuit ferits i una forta commoció a la ciutat. Després de la Guerra Civil s'anomenà Sala de Fiestas Floridablanca. Amb aquest nom va arribar fins als anys 1950.
Enderrocat, va ser substituït per una edificació moderna, amb la planta baixa ocupada per una oficina d'una caixa d'estalvis i, just al costat, la Sala Bagdad, dedicada a espectacles pornogràfics. Davant seu hi ha el monument dedicat a Raquel Meller, vestida de violetera.